# Centrul istoric din Mălâncrav
Centrul istoric din Mălâncrav este un ansamblu de monumente istorice aflat pe teritoriul satului Mălâncrav, comuna Laslea.